# William Ezell
William Ezell (23 décembre 1892 - 2 août 1963), est un pianiste et auteur-compositeur américain de blues, de jazz, de ragtime et de boogie-woogie, et un chanteur occasionnel, également connu sous le nom de Will Ezell. Il contribue régulièrement aux enregistrements réalisés par Paramount Records à la fin des années 1920 et au début des années 1930. Le critique musical Bruce Eder présente Will Ezell comme « un pianiste techniquement brillant, montrant la forte influence du jazz ainsi que du blues dans son travail ».
Ezell est l'un des plus importants pianistes du style barrelhouse d'avant-guerre. Sa réputation repose sur des enregistrements à la fois en tant que pianiste solo et en tant qu'accompagnateur maison pour des artistes de blues tels que Lucille Bogan, Elzadie Robinson ou Blind Roosevelt Graves. Ses enregistrements en solo sont d'une importance particulière, combinant en synergie le ragtime avec le boogie-woogie dans un style original puissant.

## Biographie
Ezell, né à Brenham, au Texas,, est un des six enfants de Lorenza Ezell, un ouvrier agricole, et de sa femme Rachel. Selon le recensement des États-Unis de 1900, la famille vit alors toujours à Brenham. La même source montre que la mère d'Ezell décède à un moment donné entre 1901 et 1910. Will Ezell trouve un emploi en tant que pianiste de barrel house itinérant et, vers 1917, déménage à la Nouvelle-Orléans selon son dossier de conscription, où il travaille comme musicien indépendant, et a une femme et un enfant. Il n'y a aucune preuve qu'Ezell ait été enrôlé dans l'armée à aucun moment. Il continue son travail itinérant, trouvant un emploi dans des camps de scierie au bord des rivières en Louisiane et dans l'est du Texas,.
Au début des années 1920, Ezell s'associe avec la chanteuse de blues originaire de Shreveport, Elzadie Robinson. Vers 1925, il s'installe à Chicago et se lie d'amitié avec Blind Blake et Charlie Spand. Ezell, avec d'autres comme Spand, est l'un des pianistes de boogie-woogie qui, dans les années 1920, jouent sur Brady Street et Hastings Street à Détroit, dans le Michigan. En 1926, Ezell commence à travailler pour Paramount à Chicago, car la firme propose un travail régulier pour les musiciens afro-américains, ce qui est rarement le cas ailleurs. Il y a un doute quant à son premier enregistrement, mais il est l'auteur de Sawmill Blues, qui est enregistré par Elzadie Robinson (sous le pseudonyme de Bernice Drake) en octobre 1926. Sa flexibilité à jouer des styles différents s'avère populaire, et l'une de ses premières tâches est d'accompagner Lucille Bogan sur Sweet Petunia, une chanson pleine de doubles-sens, la marque de fabrique de Bogan. Il est prouvé que la relation d'Ezell et de Bogan se poursuit au-delà du studio d'enregistrement, le mari de Bogan envisageant une procédure de divorce.
En 1927, le statut d'Ezell chez Paramount grandit et il opère sous la direction d'Aletha Dickerson, qui a remplacé J. Mayo Williams à la tête des opérations de Paramount à Chicago. En plus d'être accompagnateur, arrangeur et coproducteur pour d'autres musiciens, Ezell enregistre ses propres titres pour le label entre 1928 et 1929. Ces morceaux comprennent ses deux enregistrements les plus connus, Mixed Up Rag et Heifer Dust. Le style de jeu d'Ezell est similaire à celui de Jimmy Blythe. Cependant, c'est un musicien populaire comme le rappelle chaleureusement Little Brother Montgomery, qui connaît un parcours similaire vers la notoriété. Durant sa collaboration avec Paramount, les propres enregistrements d'Ezell et son association avec Charlie Spand, Baby James et Blind Roosevelt Graves, comptent parmi ceux de la plus grande qualité jamais émise par ce label, qui avait auparavant une réputation d'enregistrements de qualité inférieure.
Pitchin' Boogie d'Ezell et Cow Cow Blues de Cow Cow Davenport sont parmi les premiers enregistrements de boogie-woogie. Cependant, c'est Pinetop's Boogie Woogie  de Pinetop Smith qui est le premier à utiliser ces mots dans le titre d'une chanson.
Deux des enregistrements solo les plus notables d'Ezell, Heifer Dust et Barrel House Woman (tous deux en 1929), sont réputés pour contenir « des éléments de blues et de boogie-woogie barrelhouse dans leur forme ».
En plus de son apport musical, les tâches d'Ezell chez Paramount sont considérables. En décembre 1929, il escorte le corps de Blind Lemon Jefferson, qui est l'un des artistes les plus lucratifs du label, par chemin de fer jusqu'à sa patrie au Texas pour l'enterrement. Son apport musical à Paramount cesse au début de 1930, à l'exception de son accompagnement de Slim Tarpley sur deux titres en 1931. Paramount Records décline rapidement alors que les effets de la Grande Dépression commencent à se faire sentir, et plus tard cette année-là, Ezell est de retour pour jouer en Louisiane, accompagnant Clarence Hall. Les allées et venues d'Ezell à la fin des années 1930 sont en grande partie inconnues, mais le chercheur John Steiner note que Cripple Clarence Lofton, qui possède un club à Chicago, accueille sur scène Wille Ezell, Charlie Spand, Leroy Garnett et d'autres jusqu'à la fin de la Seconde Guerre mondiale. Les archives indiquent qu'Ezell continue à être basé à Chicago pendant cette période. Il travaille à la Crane High School, opérant pour la WPA dans le cadre des lois du New Deal, bien qu'on ne sache pas s'il occupe un emploi de gardien ou d'agent d'entretien.
Ezell meurt à Chicago en 1963, à l'âge de 70 ans. Sa mort n'est rapportée dans aucune nécrologie de journaux.
En 1992, Document publie une compilation contenant 23 pistes qu'il a enregistrées pendant ses années chez Paramount, de février 1927 à janvier 1931.

## Discographie

### Enregistrements connus
| Année | Titre                                                  | Interprète (crédité sur le disque)                        | N° de matrice |
| ----- | ------------------------------------------------------ | --------------------------------------------------------- | ------------- |
| 1926  | Barrel House Man                                       | Elzadie Robinson                                          | P3053         |
| 1926  | Sawmill Blues (peut-être uniquement comme compositeur) | Elzadie Robinson (sous le nom de « Bernice Drake »)       | P3054         |
| 1927  | Stormy Hailing Blues                                   | Marie Bradley                                             | P4219         |
| 1927  | 216 Blues                                              | Blanche Johnson*                                          | P4127         |
| 1927  | Galveston Blues                                        | Blanche Johnson                                           | P4128         |
| 1927  | Sweet Petunia                                          | Lucille Bogan                                             | P4309         |
| 1927  | Levee Blues                                            | Lucille Bogan                                             | P4324         |
| 1927  | Troubled With The Blues                                | Elzadie Robinson                                          | P4253         |
| 1927  | Baltimore Blues                                        | Elzadie Robinson                                          | P4254         |
| 1927  | Jailhouse Moan                                         | Ora Brown                                                 | P4563         |
| 1927  | Restless Blues                                         | Ora Brown                                                 | P4564         |
| 1927  | Back Door Blues                                        | Elzadie Robinson                                          | P4666         |
| 1927  | Whiskey Blues                                          | Elzadie Robinson                                          | P4667         |
| 1927  | Kind Stella Blues                                      | Lucille Bogan                                             | P4668         |
| 1927  | Black Bordered Letter Blues                            | Bertha Henderson                                          | 4680          |
| 1927  | Six Thirty Blues                                       | Bertha Henderson                                          | P4681         |
| 1927  | Doggone Wicked Blues                                   | Lucille Bogan                                             | P4703         |
| 1927  | Oklahoma Man Blues                                     | Lucille Bogan                                             | P4704         |
| 1927  | Kind Papa Blues                                        | Side Wheel Sally Duffie (peut-être un pseudonyme d'Ezell) | P4727         |
| 1927  | Bunker Hill Blues                                      | Side Wheel Sally Duffie                                   | P4728         |
| 1927  | Treat 'Em Right Blues                                  | Side Wheel Sally Duffie                                   | P4738         |
| 1927  | Plantation Blues                                       | Side Wheel Sally Duffie                                   | P4741         |
| 1927  | Thinking Blues                                         | Side Wheel Sally Duffie                                   | P4742         |
| 1927  | Kid Man Blues                                          | Side Wheel Sally Duffie                                   | P4743         |
| 1927  | Barrel House Man                                       | Will Ezell                                                | P4786         |
| 1927  | West Coast Rag                                         | Will Ezell (avec Blind Blake ?)                           | P4787         |
| 1927  | Tick Tock Blues                                        | Elzadie Robinson                                          | 20067         |
| 1927  | Hour Behind the Sun                                    | Elzadie Robinson                                          | 20068         |
| 1927  | Cravin' Whiskey Blues                                  | Lucille Bogan                                             | P4675         |
| 1927  | Nice And Kind Blues                                    | Lucille Bogan                                             | P4676         |
| 1927  | Women Won't Need No Man                                | Lucille Bogan                                             | P4677         |
| 1928  | Old Mill Blues                                         | Will Ezell                                                | 20823         |
| 1928  | Mixed Up Rag                                           | Will Ezell                                                | 20824         |
| 1928  | Wicked Daddy                                           | Elzadie Robinson                                          | 20782         |
| 1928  | Its Too Late Now                                       | Elzadie Robinson                                          | 20783         |
| 1928  | Arkansas Mill Blues                                    | Elzadie Robinson                                          | 20910         |
| 1928  | Gold Mansion Blues                                     | Elzadie Robinson                                          | 20911         |
| 1928  | Rowdy Man Blues                                        | Elzadie Robinson                                          | 20912         |
| 1928  | Going South Blues                                      | Elzadie Robinson                                          | 20913         |
| 1928  | Need My Lovin' Need My Daddy                           | Elzadie Robinson                                          | 20914         |
| 1928  | Unsatisfied Blues                                      | Elzadie Robinson                                          | 20916         |
| 1928  | Ezell's Precious Five                                  | Will Ezell                                                | 21065         |
| 1928  | Crawlin' Spider Blues                                  | Will Ezell                                                | 21066         |
| 1929  | Barrel House Woman                                     | Will Ezell                                                | 21143         |
| 1929  | Bucket of Blood                                        | Will Ezell                                                | 21144         |
| 1929  | Heifer Dust                                            | Will Ezell                                                | 21145         |
| 1929  | Playing the Dozen                                      | Will Ezell                                                | 21146         |
| 1929  | This Is Your Last Night With Me                        | Elzadie Robinson                                          | 21186         |
| 1929  | Cheatin' Daddy                                         | Elzadie Robinson                                          | 21187         |
| 1929  | My Pullman Porter Man                                  | Elzadie Robinson                                          | 21190         |
| 1929  | Driving Me South                                       | Elzadie Robinson                                          | 21192         |
| 1929  | Past And Future Blues                                  | Elzadie Robinson                                          | 21193         |
| 1929  | Ain't Got Nobody                                       | Elzadie Robinson                                          | 21195         |
| 1929  | St. Louis Rambler Blues                                | Blind Roosevelt Graves and his Brother (avec Baby James)  | G15638        |
| 1929  | Guitar Boogie                                          | Blind Roosevelt Graves / Baby James                       | G15639        |
| 1929  | New York Blues                                         | Blind Roosevelt Graves / Baby James                       | G15640        |
| 1929  | Bustin' The Jug                                        | Blind Roosevelt Graves / Baby James                       | G15641        |
| 1929  | Crazy About My Baby                                    | Blind Roosevelt Graves / Baby James                       | G15642        |
| 1929  | Staggerin' Blues                                       | Blind Roosevelt Graves / Baby James                       | G15643        |
| 1929  | Take Your Burdens To The Lord                          | « Blind Arthur Groom and Bro. »                           | G15645        |
| 1929  | Telephone To Glory                                     | « Blind Arthur Groom and Bro. »                           | G15646        |
| 1929  | I Shall Not Be Moved                                   | Blind Roosevelt Graves / Baby James                       | G15647        |
| 1929  | When I Lay My Burdens Down                             | Blind Roosevelt Graves / Baby James                       | G15648        |
| 1929  | Just Can't Stay Here                                   | Will Ezell                                                | G15649        |
| 1929  | Pitchin' Boogie                                        | Will Ezell                                                | G15650        |
| 1929  | Happy Sunshine                                         | Blind Roosevelt Graves / Baby James                       | G15651        |
| 1929  | I'm Pressing On                                        | Blind Roosevelt Graves / Baby James                       | G15652        |
| 1929  | Sad Dreaming Blues                                     | Blind Roosevelt Graves / Baby James                       | G15653        |
| 1929  | Freakish Mistreater Blues                              | Will Ezell                                                | G15654        |
| 1929  | Hot Spot Stuff                                         | Will Ezell                                                | G15655        |
| 1929  | Hometown Skiffle, Part One: Mixed Up Rag               | Paramount All Stars**                                     | 21453         |
| 1931  | Try Some of That                                       | Slim Tarpley                                              | L0733         |
| 1931  | Alabama Hustler                                        | Slim Tarpley                                              | L0734         |

* « Blanche Johnson » est un pseudonyme utilisé par Herwin Records pour les artistes Paramount, il s'agit peut-être d'Elzadie Robinson.

** Alex Hill, Thomas A. Dorsey, Charlie Spand, Will Ezell, Papa Charlie Jackson, Blind Blake et peut-être Blind Lemon Jefferson.

### Albums et compilations
| Année | Titre                                                      | Label         |
| ----- | ---------------------------------------------------------- | ------------- |
| 1955  | Will Ezell's Gin Mill Jazz, Piano Blues and Rags           | Riverside     |
| 1972  | Old Mill Blues (Royaume-Uni)                               | Chicago Piano |
| 1985  | Pitchin' Boogie - Complete Recordings 1927–1929            | Oldie Blues   |
| 1992  | Complete Recorded Works in Chronological Order (1927–1931) | Document      |